# Tha Block Is Hot
Tha Block Is Hot è il primo album in studio del rapper statunitense Lil Wayne, pubblicato il 2 novembre 1999 dalla Cash Money Records.
L'omonimo singolo Tha Block Is Hot si è classificato #50 nella classifica di VH1 sulle migliori canzoni Hip hop di sempre.

## Tracce
1. Intro (feat. Big Tymers) – 1:47
2. Tha Block Is Hot (feat. B.G. e Juvenile) – 4:12
3. Loud Pipes (feat. B.G., Juvenile e Big Tymers) – 5:14
4. Watcha Wanna Do – 3:50
5. Kisha (feat. Hot Boys) – 4:17
6. High Beamin (feat. B.G.) – 4:09
7. Lights Off – 4:06
8. Fuck tha World – 4:46
9. Remember Me (feat. B.G.) – 3:53
10. Respect Us (feat. Juvenile) – 5:01
11. Drop It Like It's Hot (feat. B.G. e Mannie Fresh) – 5:23
12. Young Playa (feat. Big Tymers) – 3:47
13. Enemy Turf (feat. Juvenile) – 4:19
14. Not Like Me (feat. B.G., Big Tymers e Paparue) – 4:03
15. Come On (feat. B.G.) – 3:35
16. Up to Me (feat. Turk) – 4:31
17. You Want War (feat. Turk) – 3:25

## Classifiche
| Classifiche (1999) | Posizione massima |
| ------------------ | ----------------- |
| Stati Uniti        | 3                 |